# Route nationale 841
Pour les articles homonymes, voir Route 841.
La route nationale 841 ou RN 841 est une ancienne route nationale française reliant Verneuil-sur-Avre (Eure) à Logron (Eure-et-Loir), près de Châteaudun, où elle rejoint l'ancienne route nationale 155, déclassée en route départementale 955 (RD 955).
À la suite de la réforme de 1972, elle est déclassée en route départementale 841 (RD 841) dans l'Eure et en route départementale 941 (RD 941) en Eure-et-Loir.

## Tracé, départements et communes traversés

### Eure (D 841)
- Verneuil-sur-Avre

### Eure-et-Loir (D 941)
Les communes traversées dans le département sont : 
- Rueil-la-Gadelière ;
- Boissy-lès-Perche ;
- Lamblore ;
- La Ferté-Vidame ;
- Les Ressuintes ;
- La Puisaye ;
- Senonches ;

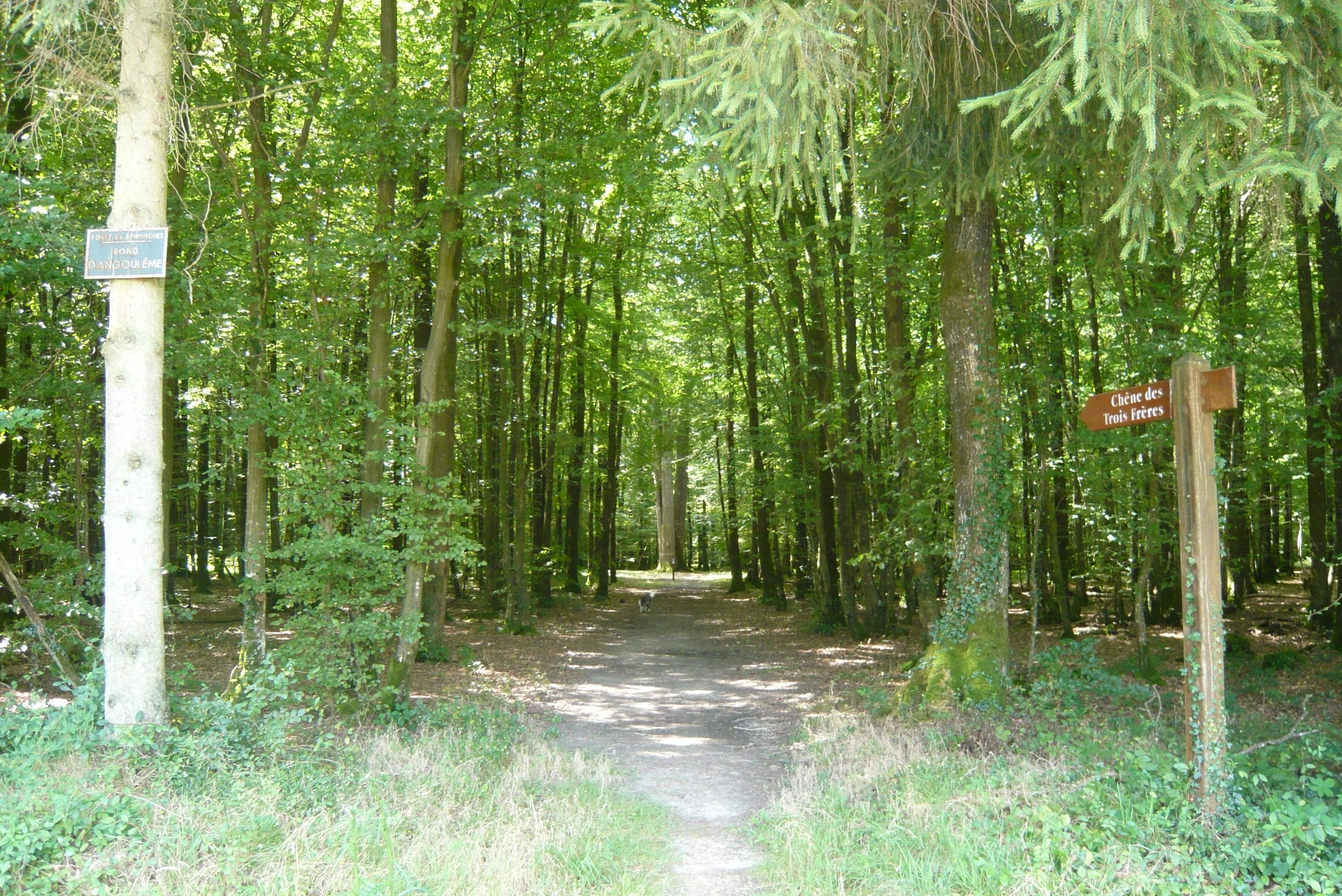
Chêne sessile « Les trois frères », RD 941, forêt de Senonches.

- Belhomert-Guéhouville, les Quatre-Routes.

Tronc commun avec la route départementale 928 (RD 928), ancienne route nationale 828 :
- Saint-Maurice-Saint-Germain ;
- Belhomert-Guéhouville ;
- La Loupe.

Séparation avec la RD 928 à La Loupe : 
- Saint-Éliph ;
- Montireau ;
- Champrond-en-Gâtine ;
- Le Thieulin ;
- Saint-Denis-des-Puits ;
- Les Corvées-les-Yys ;
- Nonvilliers-Grandhoux ;
- Saint-Éman ;
- Illiers-Combray ;
- Saint-Avit-les-Guespières ;
- Mézières-au-Perche ;
- Dangeau ;
- Logron, où elle rejoint la RD 955.